# Saison 25 d'Inspecteur Derrick
Chronologie
Saison 24
Cet article présente le guide des épisodes de la vingt-cinquième saison (et dernière saison) de la série télévisée allemande Inspecteur Derrick.

## Distribution
- Horst Tappert : Inspecteur Stefan Derrick
- Fritz Wepper : Inspecteur Harry Klein
- Willy Schäfer : Agent Willy Berger

## Épisodes
Les cinq épisodes de la vingt-cinquième saison sont :

### Épisode 1:Rendez-moi mon père
- Christian Kohlund : Johannes Dohna
- Theresa Scholze : Vera Dohna
- Jutta Kammann : Lara Kronach
- Werner Schnitzer : Walter König
- Gundi Ellert : Gina König
- Peter Weiß : Bertram
- Günther Kaufmann : Bubal
- Jeannine Burch : Luise Köhler
- Franjo Marincic : Mr. La Vona
- Jürgen Schilling : Dr. Bender, des services de protection de l’enfance
- Sarah Persuhn : la secrétaire
- Sebastian Fischer : le coursier à vélo
- Mario Marincic : le réceptionniste

### Épisode 2:Anna Lakowski
- Marion Kracht : Sophie Lauer
- Heidelinde Weis : Anna Lakowski
- Pierre Franckh : Jakob Droste
- Iris Junik : Nana
- Klaus Höhne : Sorpe
- Gabriele Dossi : Mme Lauer
- Raphael Wilczek : Kantrop
- Alexander-Klaus Stecher : R. Kessler, journaliste
- Matthias Eberth : auteur n°2
- Christian Alexander Koch : auteur n°1, le blond
- Andreas Heinzel : un appelant
- Holger Umbreit : le chauffeur de taxi
- Wolfgang Schatz : le notaire
- Jacob Holzhofer : Jacob, le serveur

### Épisode 3:La valise égarée
- Lambert Hamel : Mr. Kordes, Mme Kordes
- Johanna Klante : Cornelia Kordes
- Peter Ketnath : Leopold Kordes
- Miguel Herz-Kestranek : Gottfried Heimeran
- Christiane Hammacher : Mme Heimeran
- Inge Schulz
- Melanie Bianca Jung : Charlotte Heimeran:
- Klaus Guth : le banquier
- Norbert Heckner
- Frank Te Neues

### Épisode 4:Drôle d'oiseau
- Sonja Sutter : Mme Kraus
- Thomas Schücke : Paul
- Carolin Fink : Gabriele
- Volker Lechtenbrink : Weigand
- Wolf Roth : Mr Reuter
- Susanne Uhlen : Herta Reuter
- Werner Schnitzer : Ruperti
- Henry van Lyck : Kranz
- Wolfram A. Guenther : l'ornithologue
- Günther Kaufmann : la réceptionniste à l’hôtel
- Christian A. Koch et Sigi Bennett : les promeneurs aux abords de l’Isar

### Épisode 5:Le grand jour
- Maria Becker : Vera Kaschonnick
- Michaela Merten : Andrea Kaschonnick
- Dirk Galuba : Walter Kaschonnick
- Uwe Friedrichsen : Albert Kaschonnick
- Florian Martens : Johannes Templin
- Tobias Nath : Udo Templin
- Eleonore Weisgerber : Stefanie Bauer
- Karl Lieffen : Lagusta
- Randolf Kronberg : le chef de la police
- Günther Kaufmann, Franjo Marincic : Kucora
- August Everding : l'orateur de la fête
- Michael Ande : Gerd Heymann
- Markus Böttcher : Werner Riedmann
- Pierre Franckh : le photographe
- Helmut Ringelmann : le producteur de la série : le chef de la police
- Pierre Sanoussi-Bliss : Axel Richter
- Rolf Schimpf : Leo Kress

## Commentaires
- Herbert Reinecker, scénariste depuis le début de la série est à un âge avancé, il n'a pas le cœur de faire mourir son personnage. C'est pourquoi Derrick est muté à Europol.
- Les acteurs principaux de la série Le Renard, considérée comme le spin-off de Derrick, participent à cet épisode final, aux côtés du producteur de la série, Helmut Ringelmann.
- La chanson finale s'intitule Hey Mr Gentleman, interprétée par Helen Schneider (de).